# 도호쿠 지방 태평양 해역 지진에 관한 글 목록
도호쿠 지방 태평양 해역 지진(일본어: 東北地方太平洋沖地震) 에 관한 글 목록 (분류:2011년 도호쿠 지방 태평양 해역 지진)
- 도호쿠 지방 태평양 해역 지진
- 도호쿠 지방 태평양 해역 지진의 피해(동일본 대진재)
- 후쿠시마 제1 원자력 발전소 사고
- 도호쿠 지방 태평양 해역 지진과 쓰나미의 발생 구조
- 도호쿠 지방 태평양 해역 지진의 전진, 본진, 여진 목록
  - 2011년 3월 9일 산리쿠 해역 지진
  - 2011년 이와테현 해역 지진
  - 2011년 이바라키현 해역 지진
  - 2011년 3월 11일 산리쿠 해역 지진
  - 2011년 나가노현 북부 지진
  - 2011년 시즈오카현 동부 지진
  - 2011년 미야기현 해역 지진
  - 2011년 4월 후쿠시마현 하마도리 지진
  - 2011년 4월 후쿠시마현 나카도리 지진
  - 2011년 나가노현 중부 지진
  - 2011년 7월 산리쿠 해역 지진
  - 2012년 지바현 동쪽 해역 지진
  - 2012년 12월 산리쿠 해역 지진
  - 2016년 후쿠시마현 해역 지진
  - 2016년 이바라키현 북부 지진
  - 2017년 10월 6일 후쿠시마현 해역 지진
  - 2021년 후쿠시마현 해역 지진
  - 2021년 미야기현 해역 지진
- 동일본 대지진의 사상자
- 도호쿠 지방 태평양 해역 지진에 의한 전력 위기
- 동일본 대지진의 물적 피해
- 도호쿠 지방 태평양 해역 지진 관련 범죄
- 피재 3현
- 도모다치 작전
- 도호쿠 지방 태평양 앞바다 지진에 관한 천황 폐하의 말씀
- 도호쿠 지방 태평양 해역 지진에 대한 대한민국의 논란